# Xã Lower Pottsgrove, Quận Montgomery, Pennsylvania
Xã Lower Pottsgrove (tiếng Anh: Lower Pottsgrove Township) là một xã thuộc quận Montgomery, tiểu bang Pennsylvania, Hoa Kỳ. Năm 2010, dân số của xã này là 12.059 người.